# EURACTIV
O Euractiv é um sítio Web de notícias europeias centrado nas políticas da UE, fundado em 1999 pelo editor francês de meios de comunicação social Christophe Leclercq. A sua sede e a redação central estão localizadas em Bruxelas, com outros escritórios em Paris e Berlim. O conteúdo é produzido por cerca de 50 jornalistas que trabalham na Bélgica, Bulgária, República Tcheca, França, Alemanha, Grécia, Itália, Polônia, Romênia, Sérvia e Eslováquia.
A cobertura política do Euractiv está distribuída por oito áreas: agroalimentar, economia, energia e ambiente, Europa global, saúde, política, tecnologia e transportes. A cobertura das noticícias do Euractiv é complementada por um programa de mais de 100 eventos por ano, geralmente sob a forma de debates entre as partes interessadas que abrangem as áreas referidas. A cobertura política do Euractiv centra-se na fase pré-legislativa do processo de decisão da UE e quase todo o seu conteúdo em inglês é traduzido para francês e alemão.  
O Euractiv tem fontes de financiamento diversificadas, uma vez que a empresa procura receitas privadas e públicas para gerir a sua atividade. Em 2019, cerca de um quinto das receitas da Euractiv provinha de fontes públicas, incluindo a UE. Outras fontes de receitas são a publicidade e o patrocínio de empresas. 
Em maio de 2023, o Euractiv foi adquirida pela empresa de comunicação social belga Mediahuis, tendo sido a  primeira aquisição de uma plataforma de comunicação social internacional pela empresa. A equipa de liderança é composta por três pessoas: René Moerland (editor e antigo  chefe de redação do jornal neerlandês NRC), Claire Boussagol (diretora-geral e antiga Presidente da APCO Worldwide, e CEO do Politico Europe e Emmanuel Naert (Diretor de Assinaturas). 

## O perfil
O Euractiv cobre o Parlamento Europeu e outras instituições da UE há mais de vinte anos. A sua cobertura editorial inclui a política europeia em Bruxelas, bem como uma análise mais aprofundada das políticas da UE em áreas como a energia e o ambiente, a agricultura, a segurança alimentar, os transportes e tecnologia. 
Para além de artigos diários, o Euractiv também produz boletins informativos sobre temas políticos específicos. Em 2016, a empresa lançou o seu principal boletim informativo, The Brief. Em 2019, lançou uma nova ronda de boletins informativos centrados na UE: The Capitals, o Tech Brief e o Transport Brief. Além disso, a Euractiv é especializada na organização de eventos que reúnem as principais partes interessadas e as colocam em contacto. Em 2018, a Euractiv organizou mais de 70 eventos, a maioria dos quais patrocinados, sobretudo sob a forma de workshops ou debates. 

## Boletins informativos
O Euractiv distribui boletins informativos denominados "Policy Briefs" alinhados com a cobertura das maiores áreas políticas da União Europeia, por exemplo, agricultura, tecnologia e energia. Nomeadamente, no boletim informativo diário "The Capitals", o Euractiv reúne notícias políticas de toda a Europa que têm um interesse europeu mais alargado.

## Impacto
De acordo com a sondagem dos meios de comunicação social da UE de 2023, realizada pela Savanta para a BCW Bruxelas, o Euractiv foi classificado como a quinta fonte mais influente da UE, entrando pela primeira vez no top 10. 
Em 2022, um estudo realizado pelo Conselho da União Europeia classificou o Euractiv em segundo lugar na lista dos meios de comunicação social mais influentes entre os deputados do Parlamento Europeu (MEPs).
As reportagens do Euractiv são regularmente citadas por jornais internacionais como o The New York Times, o Financial Times, a CNN, a Deutsche Welle, o Le Figaro, o Le Point e o Il Post. 